# Oinikhol Bobonazarova
Oinikhol Bobonazarova é uma ativista tajique. Em 1993, foi presa e acusada de traição por supostamente planejar um golpe de estado. Depois de ficar alguns meses na prisão, tornou-se uma conselheira dos direitos humanos da Organização para a Segurança e Cooperação na Europa.
Bobonazarova também trabalhou na filial da Open Society Foundation no Tajiquistão, e a partir de 2013 passou a comandar o "Perspektiva Plus", um grupo de direitos humanos que trabalha pelos direitos dos prisioneiros, mulheres e trabalhadores migrantes em seu país.
Em 2013, tornou-se a primeira mulher a tentar concorrer à Presidência do Tajiquistão, mas sua campanha não conseguiu reunir o número suficiente de assinaturas para ser declarada válida.
Em 2014, Bobonazarova foi agraciada com o Prêmio Internacional às Mulheres de Coragem, concedido pelo governo dos Estados Unidos. Com isso, converteu-se na primeira mulher tajique a recebê-lo.

## Nota
- Este artigo foi inicialmente traduzido, total ou parcialmente, do artigo da Wikipédia em inglês cujo título é «Oinikhol Bobonazarova», especificamente desta versão.